# Alela Diane
Diane Alela Menig (Nevada City, 20 aprile 1983) è una cantante e compositrice statunitense.

## Carriera musicale
Alela Diane crebbe cantando con i genitori musicisti e nel coro della scuola. Cominciò la carriera interpretando canzoni ricche di tensione, con voce calda e testi meditativi sulla famiglia e la natura. La sua prima incisione la auto produsse nel 2003: Forest Parade. 
La prima apparizione pubblica da solista avvenne su invito della collega Joanna Newsom originaria anch'ella di Nevada City.
Le canzoni del primo album, The Pirate’s Gospel, furono scritte durante un viaggio in Europa, poi registrate nello studio di suo padre Tom Menig e inizialmente pubblicate in autoproduzione nel 2004 e distribuite in custodie in carta scritte a mano. L'album è stato ripubblicato in forma riveduta da Holocene Music.
Alela Diane ha girato negli Stati Uniti sia da sola sia con Tom Brosseau. Ha aperto i concerti per Iron & Wine, Akron/Family, The Decemberists, e Vashti Bunyan. Si è esibita in Gran Bretagna nel 2007. Inoltre  nella primavera del 2008 ha fatto un lungo tour in UK, Irlanda, Francia, Svizzera, Paesi Bassi, Belgio, Germania).
Il secondo album, To Be Still, uscì a febbraio 2009. All'inizio del 2009 girò gli USA aprendo i concerti di Blitzen Trapper, ma trascorse buona parte dell'anno in tour in Europa.
Il terzo album, Alela Diane & Wild Divine uscì nell'aprile del 2011. Dall'uscita del disco con la sua band i Wild Divine - che include suo padre, Tom Menig, e suo marito, Tom Bevitori - Alela Diane ha girato in tour sia gli Stati Uniti sia l'Europa. Nel luglio 2011 aprirono i concerti del gruppo Fleet Foxes in una serie di date negli USA, e a novembre 2011 in un tour comprendente 3 tappe in Italia,  Roma, Bologna e Milano.

## Discografia

### Principali album
- The Pirate's Gospel, Holocene Music, 2006 (lista delle tracce rivista)
- To Be Still, Rough Trade, 2009
- Alela Diane & Wild Divine, Rough Trade, 2011
- About Farewell, Rusted Blue, 2013
- Cold Moon, 2015
- Cusp, 2018
- Live at the Map Room, 2021
- Looking Glass, 2022

### Album autoprodotti
- Forest Parade, autoprodotto, 2003
- The Pirate's Gospel, autoprodotto, 2004

### Compilation e altre partecipazioni
- Dry Grass and Shadows, traccia in Family Album compilation, Grass Roots Records, 2006
- Songs Whistled Through White Teeth, Names Records (UK), 2006 (10" vinyl)
- The Pirate's Gospel, Names Records (UK rerelease w/ different artwork), April 2007
- The Silence Of Love, Headless Heroes (vocals), Names Records, November 2008
- Alela & Alina, Family/Names Records, October 2009 (10" vinyl)